# Бхаратпур (Непал)
Бхаратпур (непальск. भरतपुर) — город в округе Читван в центральной части Непала, в 100 км от Катманду. Второй по величине и наиболее быстрорастущий город страны, в котором находятся местные власти округа. Он лежит на западном берегу реки Нараяни, там где она покидает область Махабхараты. В 2017 году в состав Бхаратпура вошли муниципалитет Нараяни, Читраван и деревня Кабилас.

## Экономика
Экономически Бхаратпур — сельский город, по состоянию на 2008 год 8,8 % населения заняты в сельском хозяйстве, в сфере услуг занято 20,64 % населения, частным бизнесом занимаются 10,44 %. Две трети женщин и треть мужчин не работает по найму, в это число включено 20 % горожан, получающих образование.

## Население
В 2008 году в Бхаратпуре был проведено исследование социоэкономического состояния населения. В городе насчитали 20 245 зданий, из которых 18 805 жилых, средний размер домовладения составил 4,93 человека. Национально-кастовый состав города следующий:
- 48,08 % — брахмины[англ.]
- 11,85 % — чхетри[англ.]
- 10,16 — неварцы
- 6,74 — гурунги
- 4,32 — магары
- 2,93 — ками[англ.] (каста кхасов)
- 1,85 — дамай

Рост населения
- 1954 — 91
- 1971 — 16 194
- 1981 — 27 602
- 1991 — 54 670
- 2001 — 89 353
- 2015 — 280 502

Уровень грамотности среди жителей старше 5 лет — 84,93 %, уровень грамотности среди мужчин выше (90,42 %), чем среди женщин (79,24 %). Примерно 22 % населения имеют только начальное образование, чуть больше 49 % оканчивает среднюю школу и около 11 процентов населения имеют диплом бакалавра.